# Даріус Васселл
Даріус Васселл (англ. Darius Vassell, нар. 13 червня 1980, Бірмінгем) — колишній англійський футболіст ямайського походження, нападник.
Протягом кар'єри виступав за англійські «Астон Віллу», «Манчестер Сіті» та «Лестер Сіті», турецький «Анкарагюджю», а також національну збірну Англії, разом з якою був учасником ЧС-2002 та Євро-2004.

## Клубна кар'єра
Народився 13 червня 1980 року в місті Бірмінгем. Вихованець футбольної школи клубу «Астон Вілла». Встановив рекорд молодіжної команди клубу, забивши 39 м'ячів в одному сезоні.

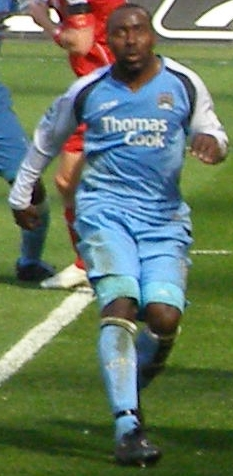
Даріус Васселл під час виступів за «Манчестер Сіті». 3 травня 2007 року.

Дебютував за дорослу команду в серпні 1998 в грі проти «Міддлсбро», яка закінчилася перемогою 3:1. З 2001 року став регулярно з'являтися на полі. Всього провів в рідній команді сім сезонів, взявши участь у 162 матчах чемпіонату. Крім того, 2001 року виборов з командою титул володаря Кубка Інтертото.
У липні 2005 року за 2 мільйони фунтів був проданий в «Манчестер Сіті». Перші три сезони регулярно грав в основному складі, але в сезоні 2008/09 перестав з'являтися на полі. Всього відіграв за команду з Манчестера чотири сезони своєї ігрової кар'єри, зігравши у 103 матчах Прем'єр-ліги.
У липні 2009 року на правах вільного агента перейшов в турецький «Анкарагюджю» і протягом сезону 2009/10 провів 22 матчі в Суперлізі.
Протягом 2010—2012 років виступав за «Лестер Сіті». За цей час встиг відіграти за команду з Лестера 44 матчі у Чемпіоншіпі. 29 жовтня 2011 року він отримав серйозну травму коліна в матчі проти «Вест Гем Юнайтед» і вилетів до кінця сезону. Через це 30 червня 2012 року гравцю не було запропоновано новий контракт і він покинув клуб.
Після цього Васселл тривалий час залишався без клубу, поки не заявив про завершення професійної кар'єри 28 січня 2016 року, у віці 35 років.

## Виступи за збірну
1998 року дебютував у складі юнацької збірної Англії, взяв участь у 5 іграх на юнацькому рівні.
Протягом 1999–2001 років залучався до складу молодіжної збірної Англії. На молодіжному рівні зіграв у 11 офіційних матчах, забив 1 гол.
13 лютого 2002 року дебютував в офіційних матчах у складі національної збірної Англії в товариській грі проти збірної Нідерландів. Влітку того ж року був включений в зявку на чемпіонат світу 2002 року в Японії і Південній Кореї, на якому зіграв у трьох матчах.
Згодом у складі збірної був учасником чемпіонату Європи 2004 року у Португалії. В матчі чвертьфіналу проти господарів не забив вирішальний післяматчевий пенальті, програвши дуель голкіперу Рікарду, внаслідок чого англійці вилетіли з турніру. Після цього до лав збірної не викликався.
Всього протягом кар'єри у національній команді, яка тривала усього 3 роки, провів у формі головної команди країни 22 матчі, забивши 6 голів.
| Дата       | Місто      | Господарі  | Результат | Гості     | Турнір            | Голи | Примітки |
| ---------- | ---------- | ---------- | --------- | --------- | ----------------- | ---- | -------- |
| 13-02-2002 | Амстердам  | Нідерланди | 1 – 1     | Англія    | товариський матч  | 1    | 80'      |
| 17-04-2002 | Ліверпуль  | Англія     | 4 – 0     | Парагвай  | товариський матч  | 1    | 55'      |
| 26-05-2002 | Кобе       | Англія     | 2 – 2     | Камерун   | товариський матч  | 1    |          |
| 02-04-2003 | Сандерленд | Англія     | 2 – 0     | Туреччина | Відбір до ЧЄ 2004 | 1    | 57'      |
| 05-06-2004 | Манчестер  | Англія     | 6 – 1     | Ісландія  | товариський матч  | 2    | 46'      |
| Усього     |            | Матчів     | 23        |           | Голів             | 6    |          |

## Статистика виступів

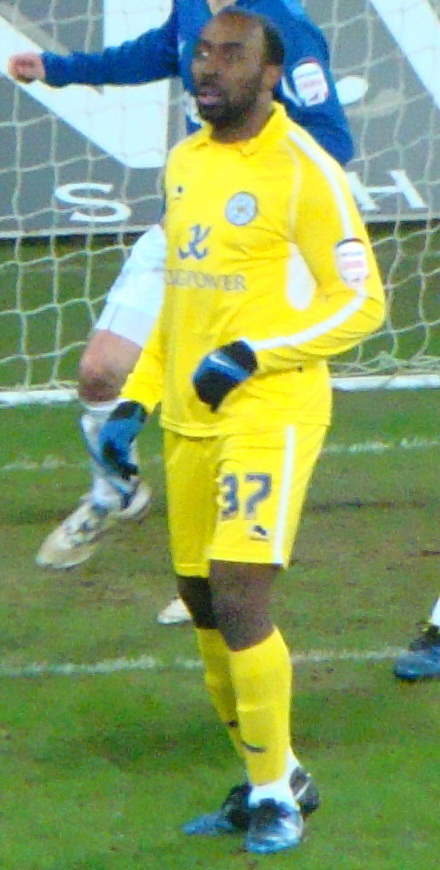
Даріус Васселл під час виступів за «Лестер Сіті». 22 лютого 2011 року.

## Титули і досягнення
- Володар Кубка Інтертото (1):

«Астон Вілла»: 2001